# Huiskogelspin
De huiskogelspin (Theridion melanurum) is een spinnensoort uit de familie van de kogelspinnen (Theridiidae). De wetenschappelijke naam van de soort werd in 1831 gepubliceerd door Carl Wilhelm Hahn als nomen novum voor Theridion denticulatum Walckenaer, 1805. Charles Athanase Walckenaer had die naam in 1802 als Aranea denticulata gepubliceerd, en die naam was al bezet door een andere soort.
Deze soort komt voor in Macaronesië, Noord-Afrika, Europa, Turkije, de Kaukasus, Rusland (Europees deel tot Middeb-Siberië) en het Midden-Oosten. Ze is geïntroduceerd in de VS.